# Denis Quilley
Denis Clifford Quilley OBE (auch Dennis Quilley) (* 26. Dezember 1927 in London; † 5. Oktober 2003 ebenda) war ein britischer Schauspieler und Sänger.

## Leben und Karriere
Quilley war der Sohn eines Posttelegrafisten und entwickelte während seiner Schulzeit den Wunsch, Schauspieler zu werden. 1945 gab er sein professionelles Bühnendebüt am Birmingham Repertory Theatre, ehe er kurz danach in den Militärdienst berufen wurde.
In der Nachkriegszeit wechselte Quilley zwischen kleineren Rollen am Londoner West End und größeren Rollen an Regionaltheatern, ohne zunächst den großen Durchbruch zu erleben. Weitreichendes Rennomee als Theaterschauspieler erwarb er sich erst während seines Engagements am damals von Laurence Olivier geleiteten Royal National Theatre zwischen 1971 und 1976. Im Laufe seiner Karriere spielte Quilley in modernen Stücken wie denen von Eugene O’Neill oder Samuel Beckett, aber auch in Werken von Shakespeare. Zudem trat er schon ab den 1950er-Jahren in Musicals auf und hatte 1980 einen großen Erfolg in der Titelrolle der britischen Uraufführung von Stephen Sondheims Musical Sweeney Todd. Quilley gewann zweimal den Laurence Olivier Award: 1977 für Privates on Parade in der Kategorie Beste komödiantische Darstellung, und 1980 für Sweeney Todd als Bester Schauspieler in einem Musical.
Seit 1951 trat Quilley in Fernsehproduktionen auf, mitunter Aufzeichnungen von Theaterproduktionen mit ihm, und gab 1957 in The Betrayal sein Kinodebüt. Zu einem Film- oder Fernsehstar wurde er nie, allerdings war seine Vielseitigkeit auch hier für Charakterrollen gefragt. Einem deutschsprachigen Publikum ist er möglicherweise durch seine Rollen in den Agatha-Christie-Verfilmungen Mord im Orient-Expreß (1974) und Das Böse unter der Sonne (1982) am bekanntesten. In dem Bibelfilm König David verkörperte er 1985 den Propheten Samuel. Im Fernsehen war er mehrfach in Miniserien wie A.D. – Anno Domini (als Apostel Petrus) oder Die Muschelsucher (nach dem Roman von Rosamunde Pilcher) zu sehen. 1988 verkörperte er die Rolle des Dr. Leon Sterndale in Episode Der Teufelsfuß aus der Fernsehserie Sherlock Holmes. Insgesamt umfasst sein filmisches Schaffen fast 80 Film- und Fernsehproduktionen bis zum Jahr 1999.
Privat war Quilley von 1949 bis zu seinem Tod mit seiner Ehefrau Stella verheiratet, das Paar hatte drei Kinder. Er stand zuletzt im März 2003 in Cole Porters Anything Goes auf der Bühne und starb im Oktober desselben Jahres im Alter von 75 Jahren an einer Krebserkrankung. In einem Nachruf beschrieb der Daily Telegraph ihn als einen der „begabtesten, verlässlichsten und vielseitigsten Schauspieler seiner Generation“. Kritiker hoben häufig die große Vielseitigkeit des Schauspielers in unterschiedlichen Stoffen und Rollen hervor. Quilley selbst meinte einmal, dass diese Vielseitigkeit zugleich Starruhm ausgeschlossen habe.

## Filmografie (Auswahl)
- 1951: The Black Arrow (Fernsehserie, 2 Folgen)
- 1956–1959: The Vise (Fernsehserie, 5 Folgen)
- 1957: The Betrayal
- 1963: The Desperate People (Fernsehserie, 6 Folgen)
- 1965: Ein Platz ganz oben (Life at the Top)
- 1965: Dolche in der Kasbah (Where the Spies Are)
- 1966: Mit Schirm, Charme und Melone (The Avengers, Fernsehserie, Folge 4x22)
- 1967–1968: Contrabandits (Fernsehserie, 30 Folgen)
- 1969: Königin für tausend Tage (Anne of the Thousand Days)
- 1970–1971: Timeslip (Fernsehserie, 22 Folgen)
- 1974: Die schwarze Windmühle (The Black Windmill)
- 1974: Mord im Orient-Expreß (Murder on the Orient Express)
- 1975: You’re on Your Own (Fernsehserie, 6 Folgen)
- 1976: Clayhanger (Fernsehserie, 10 Folgen)
- 1981: Masada (Miniserie)
- 1981: Die unglaublichen Geschichten von Roald Dahl (Tales of the Unexpected, Fernsehserie, Folge 4x17)
- 1982: Das Böse unter der Sonne (Evil Under the Sun)
- 1983: Hey, Soldat – dein Täschchen brennt (Privates on Parade)
- 1984: Memed, mein Falke (Memed, My Hawk)
- 1985: König David (King David)
- 1985: A.D. – Anno Domini (A.D., Miniserie)
- 1986: R.A.M.S. – 3 Frauen und kein Baby (Foreign Body)
- 1988: Sherlock Holmes (Fernsehserie, Folge 4x01 Der Teufelsfuß)
- 1989: Rosamunde Pilcher: Die Muschelsucher (The Shell Seekers, Fernsehfilm)
- 1991: Rich Tea and Sympathy (Fernsehserie, 6 Folgen)
- 1992: A Dangerous Man: Lawrence After Arabia (Fernsehfilm)
- 1993: Zeffirellis Spatz (Storia di una capinera)
- 1999: Cleopatra (Miniserie)